# فرانسیسکو سولر آتنسیا
فرانسیسکو سولر آتنسیا (اسپانیایی: Francisco Soler Atencia‎؛ زادهٔ ۵ مارس ۱۹۷۰) بازیکن سابق و مربی فوتبال اهل اسپانیا است.
از باشگاه‌هایی که در آن بازی کرده‌است می‌توان به باشگاه فوتبال رئال مایورکا اشاره کرد.